# Свідоцтво про право на заняття адвокатською діяльністю
Свідоцтво про право на заняття адвокатською діяльністю — документ, що засвідчує статус адвоката в Україні.

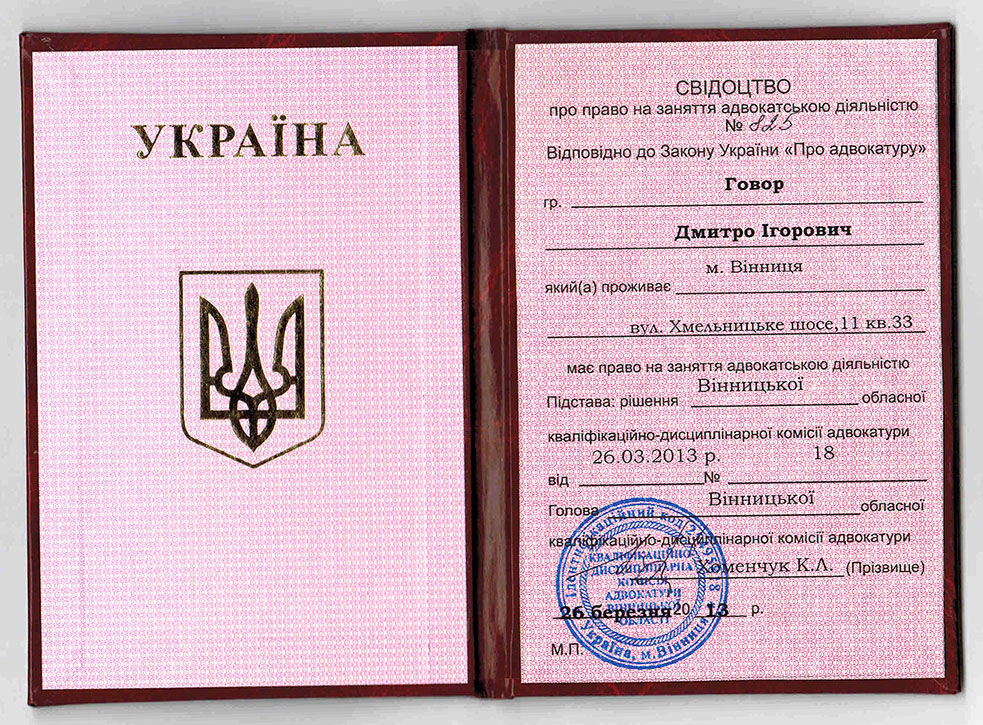
Свідоцтво про право на заняття адвокатською діяльністю. Україна, 2013

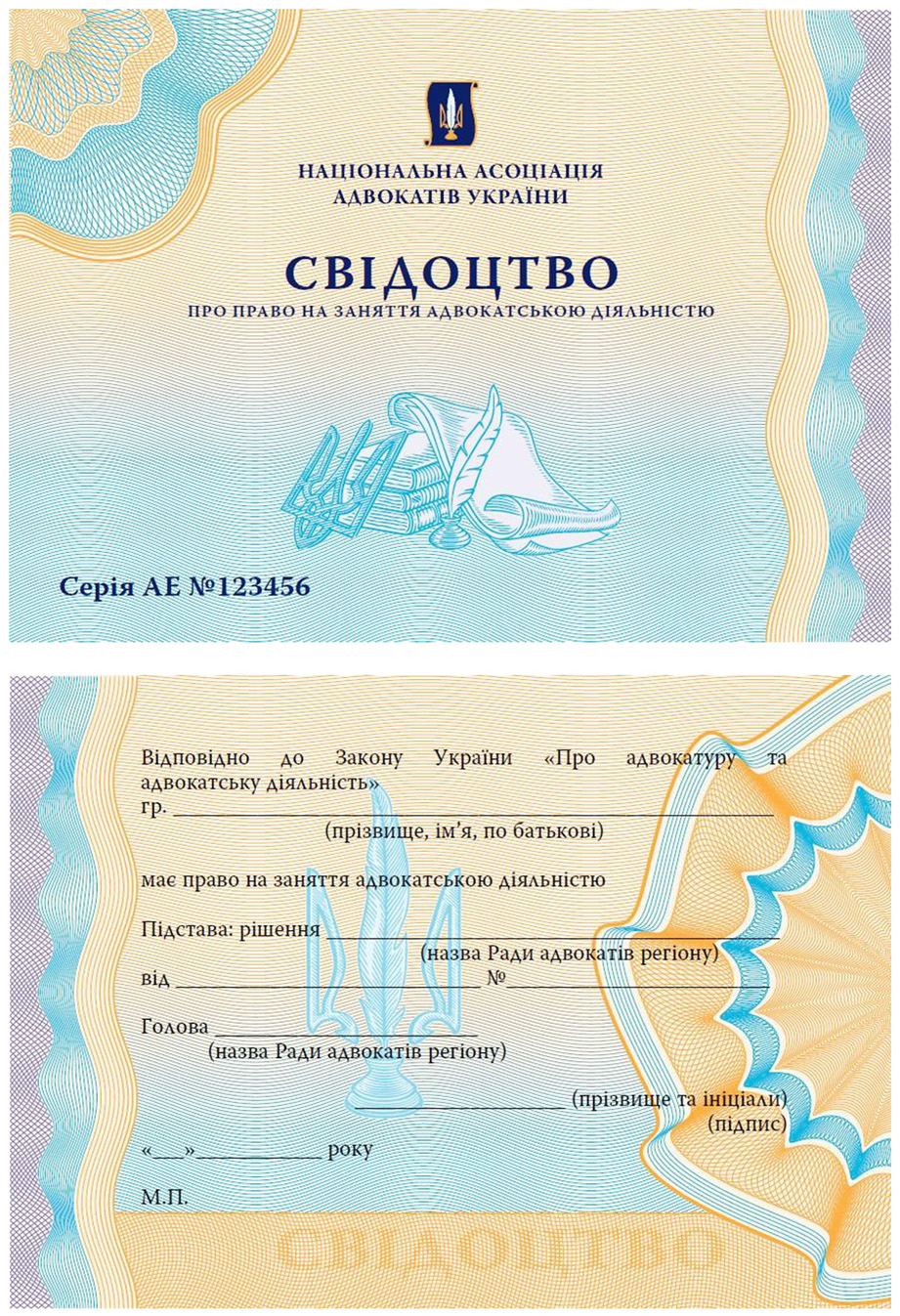
Свідоцтво про право на заняття адвокатською діяльністю. Україна, 2014

Статтею 12 Закону України «Про адвокатуру та адвокатську діяльність» установлено, що:
 — Особі, яка склала присягу адвоката України, радою адвокатів регіону у день складення присяги безоплатно видаються свідоцтво про право на заняття адвокатською діяльністю та посвідчення адвоката України.
 — Свідоцтво про право на заняття адвокатською діяльністю і посвідчення адвоката України не обмежуються віком особи та є безстроковими.
 — Зразки свідоцтва про право на заняття адвокатською діяльністю і посвідчення адвоката України затверджуються Радою адвокатів України.
Новий зразок свідоцтва затверджено 17 грудня 2013 року. Нові свідоцтва видають з 2014 року.